# Euphrosine heterobranchia
Euphrosine heterobranchia är en ringmaskart som beskrevs av Herbert Parlin Johnson 1901. Euphrosine heterobranchia ingår i släktet Euphrosine och familjen Euphrosinidae. Inga underarter finns listade i Catalogue of Life.